# Чорна котяча акула антильська
Чорна котяча акула антильська (Apristurus canutus) — вид акул родини Котячі акули (Scyliorhinidae).

## Розповсюдження
Маловивчений глибоководний вид котячих акул, мешкає у Карибському басейні біля берегів Антигуа і Ангілья, Нідерландських Антильських островів, Флоридської протоки, Колумбії і Венесуели на глибині від 512 до 915 метрів.

## Опис
Її довжина становить до 46 см.